# Proisotoma extra
Proisotoma extra är en urinsektsart som beskrevs av Christiansen och Bellinger 1980. Proisotoma extra ingår i släktet Proisotoma och familjen Isotomidae. Inga underarter finns listade i Catalogue of Life.